# Unibanco
Unibanco foi uma instituição bancária brasileira fundada em Poços de Caldas, Minas Gerais, em 1924. O nome vem de União de Bancos Brasileiros, originando o nome Unibanco. A razão social do Unibanco não foi desfeita, e o banco continua a funcionar em cidades que já possui agencias, assim como os boletos dos clientes empresariais antigos, ainda são emitidos com a razão social "União de Bancos Brasileiros S.A."

## História
Fundado na cidade de Poços de Caldas, Minas Gerais em 27 de setembro de 1924 pelo comerciante João Moreira Salles como Seção Bancária da Casa Moreira Salles. Em 1933 Walther Moreira Salles, filho mais velho com então 21 anos, assume o comando da Casa Bancária Moreira Salles. Posteriormente Walther Moreira Salles viria a ser embaixador do Brasil em Washington e o banco uma das instituições brasileiras que mais cresceram na década de 1990. Em 15 de julho de 1940 a instituição passa a chamar-se Banco Moreira Salles.

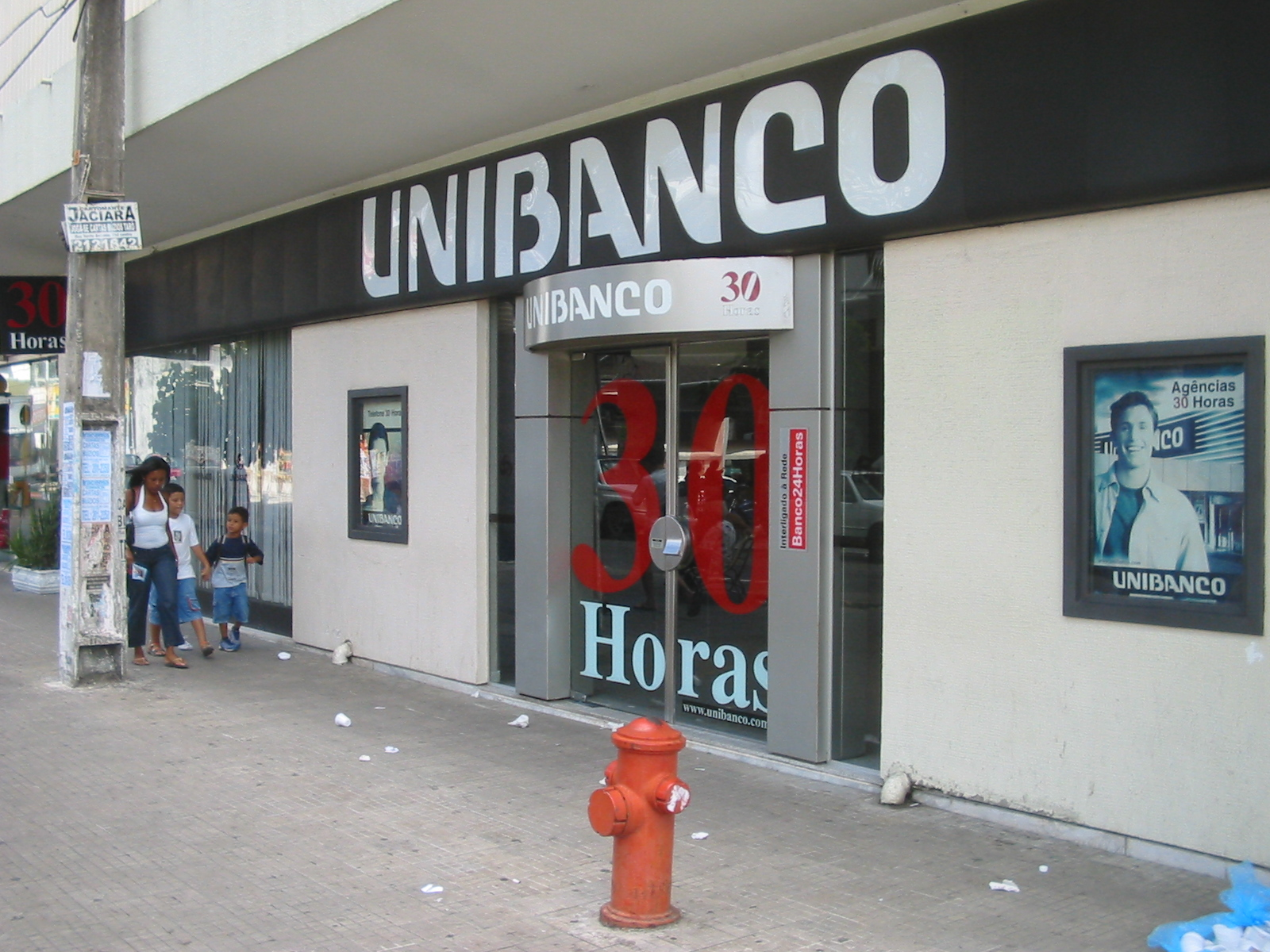
Fachada da Agência Deodoro da Fonseca - (Natal (RN), Brasil) em suas configurações usadas até 2007

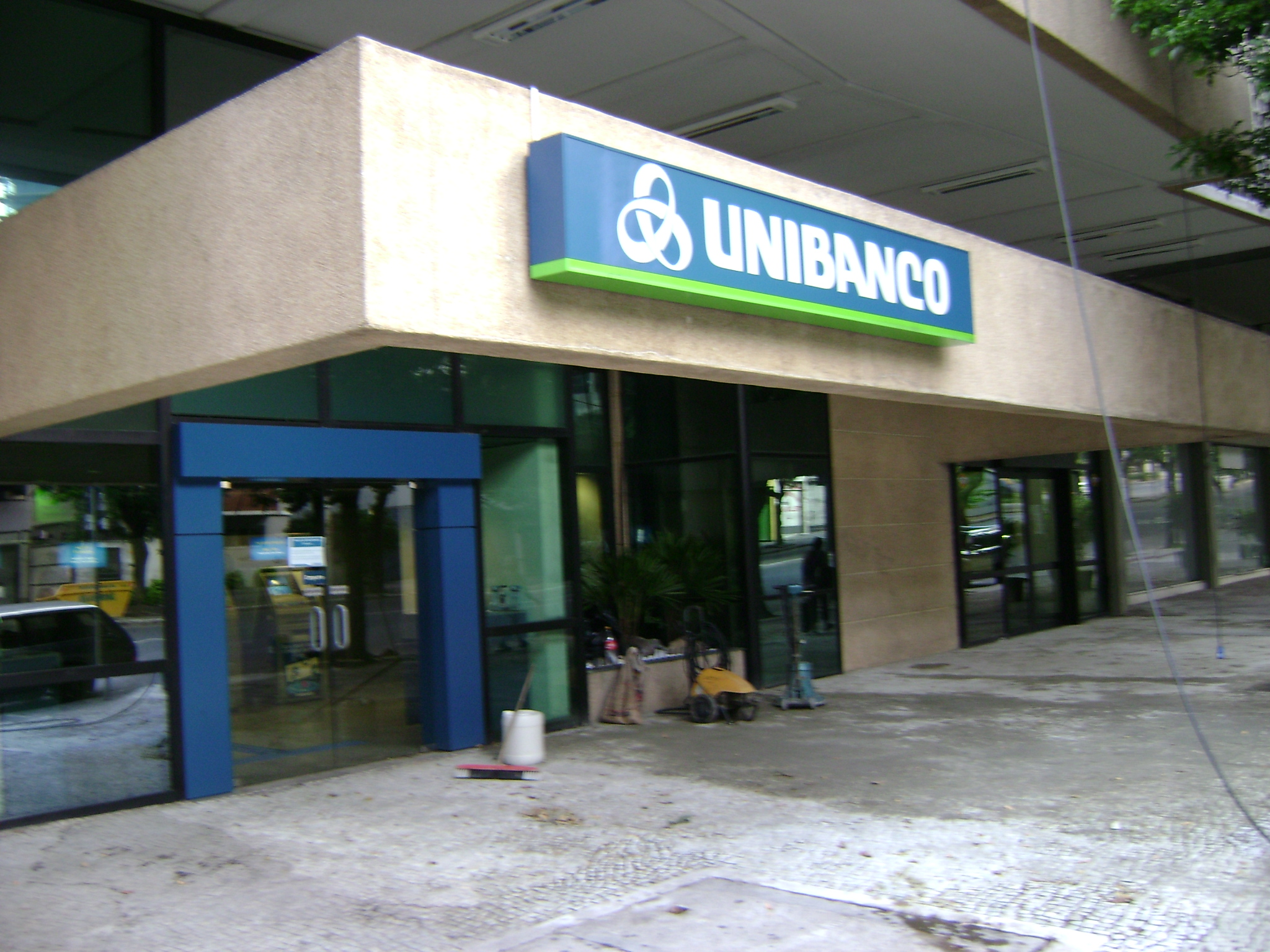
Filial do Unibanco em Belo Horizonte

Em abril de 1967, fundiu com o Banco Agrícola Mercantil, também conhecido como Agrimer, do Rio Grande do Sul, o qual possuía uma rede de aproximadamente 120 agências. A fusão foi ajudada pelo fato de os bancos terem redes bem distintas de agências, além das safras agrícolas serem em períodos distintos, ampliando as oportunidades de financiamento. O nome foi mudado para União de Bancos Brasileiros, também conhecida no mercado como UBB, a sede foi transferida para o Rio de Janeiro, formando uma rede de 330 agências, em 10 estados brasileiros. A presidência, vice-presidências e duas diretorias ficaram com executivos do Moreira Salles, enquanto os diretores do Agrimer ficaram com cargos na diretoria executiva, por isso tratou-se mais de uma incorporação do que uma real fusão de bancos.
Em 1970, após negociação com os herdeiros do banqueiro Manoel João Gonçalves, o Banco Predial do Estado do Rio de Janeiro, sediado em Niterói, cidade que era a então a capital estadual do Rio de Janeiro; foi incorporado pelo Unibanco com o objetivo de aumentar em 180 a quantidade de agências bancárias da instituição e otimizar alcance popular deste banco no estado do Rio de Janeiro.

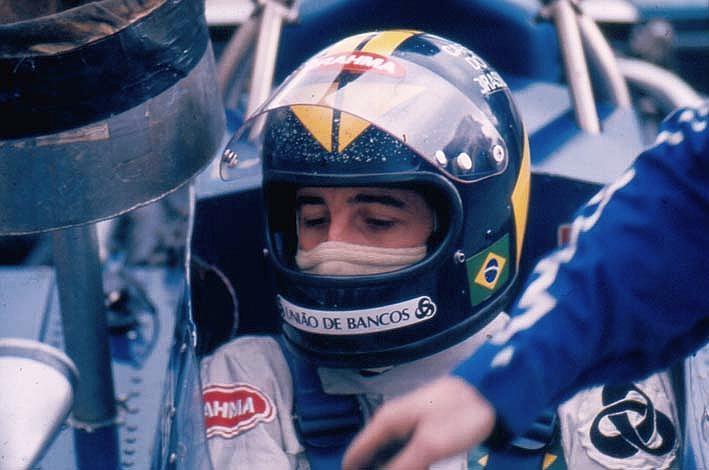
Patrocinador do piloto Carlos Pace nos anos 1970.

Em 1975, todas as empresas do conglomerado recebem o nome Unibanco e, em 1983, o banco muda sua matriz operacional para o Edifício Unibanco, na cidade de São Paulo, conhecido prédio ao lado do Shopping Eldorado e perto do Jockey Clube. O Unibanco se destacou no mercado financeiro brasileiro pela inovação, criando o Banco1.net, primeiro banco brasileiro sem agências, com transações exclusivamente via internet, telefone e caixas eletrônicos. Também criou o cartão de crédito sem plástico, chamado e-Card, exclusivamente para compras via internet.
O banco fazia parte de um conglomerado financeiro que se fundiu ao Banco Itaú Holding Financeira em 2008 e que incluía várias empresas, como a Unibanco AIG Seguros & Previdência (associação com a AIG), Fininvest (empréstimo pessoal), Hipercard (em parceira com o Bompreço, hoje Wal-Mart), Luizacred (associação com o grupo Magazine Luiza), PontoCred (associação com o grupo Ponto Frio), Tricard (associação com o Grupo Martins), Banco Dibens, Unicard (líder em cartões de crédito na América Latina) e Interbanco (filial no Paraguai). O banco também possuía a rede de cinemas chamada Unibanco Cinemas, com o nome Arteplex em parceria com o Cinespaço.
Formado tradicionalmente por aquisições, sendo as mais conhecidas a do Banco Nacional em 1995, o Banco Bandeirantes em 2000 e a da Fininvest, mais recentemente. Outras aquisições vieram como: a Prever e o Banco Dibens, ambas em 1998, o Credibanco em 2000, a Phênix Seguradora em 2003 e da Hipercard e das operações do banco italiano BNL no Brasil, ambas em 2004. O banco se reestruturou no mesmo ano, em meio a uma crise de identidade, tendo Pedro Moreira Salles assumido sua presidência executiva, com fortes mudanças de marca, posicionamento e estratégia. Demitiu praticamente todos os seus executivos com mais de 10 anos de banco, sem muito critério além deste. Em 2005, as mudanças pareciam ter surtido resultado, refletido na valorização de suas ações na Bovespa (atual B3), onde o Unibanco alcançou aumento de cerca de 75% na sua cotação no segundo semestre de 2005, porém, o sucesso vinha de uma tesouraria não muito ortodoxa.

### Fusão com o Itaú
Em 2007, o banco continuava sob controle familiar (família Moreira Salles) sendo presidido pelo neto do fundador, Pedro Moreira Salles. Com a crise de 2008, foi o único grande banco brasileiro que teve rumores de problemas de liquidez, porém nada além de especulações. Em 3 de novembro de 2008, Itaú e Unibanco anunciaram a fusão das operações financeiras, formando o Itaú Unibanco, a maior holding financeira do hemisfério sul, e entre as vinte maiores do mundo. Em 2009, a fusão foi aprovada pelo Banco Central e em 2010, foi aprovada pelo CADE e no mesmo ano foram concluídas a integração das agências que resultou na extinção da marca Unibanco pelo Itaú.